# Andreas Doms
Andreas Doms (* 19. September 1955 in Xanten; † 7. Juli 2014 in Baden-Baden) war ein deutscher Hörfunkjournalist und -moderator.

## Leben
Doms arbeitete seit 1982 für den Südwestfunk und zählte mit seiner sonoren Baritonstimme zu dessen bekanntesten Radiosprechern. Auf SWR1 moderierte er unter anderem regelmäßig die Sendung Der Abend. Ebenfalls auf SWR1 lief die von ihm konzipierte Sendereihe Das Trüffelschwein, in der er kulinarische Rezepte vorstellte. 2004 wurde dazu ein Begleitbuch gleichen Titels veröffentlicht. Für SWF3 entwickelte er die Radio-Comedy Chibulsky, in der er den Ruhrpottproleten Werner Chibulsky darstellte. Eine Sammlung von Episoden erschien 1994 unter dem Titel Chibulsky – voll auffe zwölf! als Buch.
Doms lebte zuletzt in Gernsbach-Staufenberg. Er starb im Alter von 58 Jahren nach kurzer, schwerer Krankheit.